# 大分合同庁舎
大分合同庁舎（おおいたごうどうちょうしゃ）は、大分県大分市新川町に所在する、複数の国の出先機関が入居する合同庁舎である。

## 所在地
- 大分県大分市新川町2-1-36

## 入居する機関

### 国の機関
- 総務省
  - 大分行政評価事務所
- 財務省
  - 大分財務事務所
- 厚生労働省
  - 大分労働基準監督署
  - 九州厚生局大分事務所
- 農林水産省
  - 九州農政局大分農政事務所統計部
  - 九州農政局大分農政事務所大分統計・情報センター
- 防衛省
  - 自衛隊大分地方協力本部

### その他の機関
- 新別府病院大分合同庁舎診療所